# William DeHart Hubbard
Willam DeHart Hubbard (Cincinnati, 25 november 1903 – Cleveland, 23 juni 1976) was een Amerikaanse atleet, die in de jaren twintig bij het verspringen succesvol was. Hij werd olympisch kampioen, zesmaal Amerikaans kampioen en wereldrecordhouder bij het verspringen. Hij blonk ook uit in het hink-stap-springen getuige zijn twee nationale titels. In totaal nam hij tweemaal deel aan de Olympische Spelen en won hierbij één gouden medaille.

## Biografie
Hij studeerde aan de Walnut Hills High School in Cincinnati en later aan de Universiteit van Michigan.
Zijn eerste succes boekte hij in 1922 met het winnen van de nationale titel bij het verspringen en het hink-stap-springen. Een jaar later won hij naast deze twee titels ook de Universiteitkampioenschappen (NCAA).
In 1924 won hij het verspringen op de Olympische Spelen van Parijs. Met een beste poging van 7,445 m versloeg hij zijn landgenoot Edward Gourdin (zilver; 7,275) en de Noor Sverre Hansen (brons; 7,26). Hiermee was hij de eerste Afro-Amerikaan ooit, die een gouden olympische medaille won op een individueel onderdeel. Bij het hink-stap-springen vier dagen later verging het hem minder goed doordat hij net als de Fransman André Clayeux geen geldige poging te produceren.
Een jaar later verbeterde hij in Chicago het wereldrecord tot 7,89 m. Dit record hield hij drie jaar in handen totdat het zijn landgenoot Ed Hamm het met 1 cm verbeterde. In 1926 evenaarde hij het wereldrecord van 9,6 seconden op de 100 yd sprint. Zijn persoonlijk record bij het verspringen sprong hij in 1927, maar dit werd niet erkend als wereldrecord omdat de verspringbak een cm lager bleek te liggen dan het afzetpunt.
Op de Olympische Spelen van 1928 in Amsterdam sneuvelde hij bij het verspringen in de kwalificatieronde met een beste poging van 7,11 m.
Hij werd in 1979 toegevoegd aan de Hall of Honor van de Universiteit van Michigan.

## Titels
- Olympisch kampioen verspringen - 1924
- Amerikaans kampioen verspringen - 1922, 1923, 1924, 1925, 1926, 1927
- Amerikaans kampioen hink-stap-springen - 1922, 1923
- NCAA kampioen 100 yard - 1925
- NCAA kampioen verspringen - 1923, 1925

## Persoonlijk records
- verspringen - 7,89 m (1925)
- hink-stap-springen - 14,90 (1923)

## Palmares

### verspringen
- 1924:  OS - 7,445 m

### hink-stap-springen
- 1924: NM OS